# Магнус Моан
Магнус Говдаль Моан (норв. Magnus Hovdal Moan; нар. 26 серпня 1983, Ліллегаммер, Норвегія) — норвезький лижний двоборець. Срібний призер зимових Олімпійських ігор 2014 року з дисципліни 10 км спринт, зимових Олімпійських ігор 2006 року з дисципліни 7,5 км спринт, бронзовий призер зимових Олімпійських ігор 2006 року з дисципліни 15 км індивідуальна гонка.